# Joseíto
Joseíto (bürgerlich José Iglesias Fernández; * 23. Dezember 1926 in Zamora; † 12. Juli 2007) war ein spanischer Fußballspieler.

## Laufbahn
Joseítos professionelle Fußballkarriere dauerte von 1943 bis 1961. Von diesen 18 Jahren verbrachte er acht bei Real Madrid und elf bei kleineren Vereinen, bei denen er jeweils ein bis drei Jahre unter Vertrag stand. Zu letzteren zählen unter anderem Real Valladolid, Racing Santander und UD Levante.
Die größten Erfolge seiner Laufbahn aber konnte Joseíto beim Hauptstadtklub Real Madrid feiern, bei dem er von 1951 bis 1959 spielte. Von 1955 bis 1959 gewann er mit Real Madrid vier Mal hintereinander den Europapokal der Landesmeister. Zudem gelang in dieser Zeit drei Mal der Gewinn der Spanischen Meisterschaft.
Im Jahr 1952 bestritt Joseíto gegen Deutschland sein einziges Länderspiel für die spanische Auswahl.

## Titel
- Europapokal der Landesmeister (4): 1955/56, 1956/57, 1957/58, 1958/59
- Copa Latina (2): 1955, 1957
- Spanische Meisterschaft (3): 1954/55, 1956/57, 1957/58
- Meister der Segunda División (2): 1947, 1950